# إدي بينتون
إدي بينتون (بالإنجليزية: Eddie Benton)‏ مواليد 16 فبراير 1975 م، هو لاعب كرة سلة أمريكي أصبح مدرباً بدأ مسيرته الاحترافية في سنة 1996م. يبلغ طوله 5 قدم 11 بوصة (1.8 م). اعتزل اللعب في 1999م.